# Pulti
Pulti ou Pulati (em albanês: Pult/Pulti) é uma comuna (em albanês:  komuna) da Albânia localizada no distrito de Escodra, prefeitura de Escodra.